# El Crucero de Arandas
El Crucero de Arandas är en ort i Mexiko.   Den ligger i kommunen Tepatitlán de Morelos och delstaten Jalisco, i den centrala delen av landet, 400 km väster om huvudstaden Mexico City. El Crucero de Arandas ligger 1 989 meter över havet och antalet invånare är 192.
Terrängen runt El Crucero de Arandas är platt åt nordost, men åt sydväst är den kuperad. Runt El Crucero de Arandas är det ganska tätbefolkat, med 86 invånare per kvadratkilometer. Närmaste större samhälle är Tepatitlán de Morelos, 9,7 km sydväst om El Crucero de Arandas. I omgivningarna runt El Crucero de Arandas växer huvudsakligen savannskog.